# Betty (álbum)
Betty é o terceiro álbum de estúdio da banda Helmet, lançado a 21 de Junho de 1994.
Este disco marca a despedida Peter Mengede na guitarra, sendo substituído por Rob Echeverria.
O álbum atingiu o nº 45 da Billboard 200.
| Críticas profissionais                                                      | Críticas profissionais |
| Avaliações da crítica                                                       | Avaliações da crítica  |
| Fonte                                                                       | Avaliação              |
| --------------------------------------------------------------------------- | ---------------------- |
| allmusic                                                                    | [ 2 ]                  |
| Rolling Stone                                                               | [ 3 ]                  |
| Esta tabela precisa de ser acompanhada por texto em prosa. Consulte o guia. |                        |

## Faixas
Todas as músicas por Hamilton, exceto † por Bogdan/Hamilton; ‡ por Gillespie.
1. "Wilma's Rainbow" – 3:53
2. "I Know" – 3:41
3. "Biscuits for Smut" – 2:53
4. "Milquetoast" – 3:53
5. "Tic" – 3:40
6. "Rollo"† – 2:38
7. "Street Crab" – 3:31
8. "Clean" – 2:26
9. "Vaccination" – 3:04
10. "Beautiful Love"‡ – 2:03
11. "Speechless" – 2:58
12. "The Silver Hawaiian"† – 2:08
13. "Overrated" – 2:40
14. "Sam Hell" – 2:09

## Créditos
- John Stanier - Bateria
- Henry Bogdan - Baixo
- Rob Echeverria - Guitarra
- Page Hamilton - Guitarra, vocal